# Ричард М. Шерман
Ричард Мортон Шерман (енгл. Richard Sherman; Њујорк, 12. јун 1928 — Лос Анђелес, 25. мај 2024) био је амерички композитор, који је компоновао музику за Дизнијеве филмове. Текст за музику тих филмова писао је његов брат Роберт Шерман. Њих двојица били су познати као браћа Шерман. Неке од најпознатијих песама браће Шерман су за филмове Мери Попинс, Књига о џунгли, Вини Пу. Осим песама за филмове браћа Шерман су творци химне Дизниленда "Свет је мали".

## Биографија
Ричард Мортон Шерман је рођен у Њујорку као дете руско-јеврејских имиграната Росе и Ала Шермана, који се бавио музиком. Након седам година селидби по савезним државама САД, породица Шерман се коначно населили на Беверли Хилсу, 1937. године. Док је Ричард био у средњој школи, био је фасциниран музиком и учио је да свира неколико инструмената укључујући клавир, флауту и пиколо.
Када је 1946. године дипломирао, Ричард је заједно са Андером Певином основао дует. Превин је свирао клавир, а Шерман флауту. Интересантно је да су обојица композитора, случајно, 1965. године добили Оскара за музичку категорију, за различите филмове. На колеџу, Ричард је дипломирао музику и почео је са компоновањем. Након две године усавршавања, Ричард и Роберт Шерман отпочели су да пишу песме заједно. Њих двојица су крајем педесетих година двадесетог века отпочели са радом за Волт Дизнијеву компанију.